# خوزه آنتونیو (بازیکن فوتبال، زاده ۱۹۸۴)
خوزه آنتونیو (انگلیسی: José Antonio؛ زادهٔ ۶ اوت ۱۹۸۴) بازیکن فوتبال اهل اسپانیا است.
از باشگاه‌هایی که در آن بازی کرده‌است می‌توان به باشگاه فوتبال ختافه اشاره کرد.